# Вернер, Грегор
Грегор Йозеф Вернер (нем. Gregor Joseph Werner; 28 января 1693, Ибс-ан-дер-Донау, Нижняя Австрия — 3 марта 1766, Айзенштадт, Бургенланд) — австрийский композитор эпохи барокко, музыкант, капельмейстер, представитель венской классической школы.

## Биография
Обучался в гимназии при монастыре Мелька. Служил органистом с 1716 года. Учился музыке у Иоганна Йозефа Фукса.
С мая 1728 года Вернер был придворным музыкантом у князя Эстерхази в Айзенштадте. Позже, на протяжении 30 лет был придворным композитором и главным капельмейстером, руководил княжеской капеллой дома Эстерхази. После смерти, в 1766 году на этом посту его сменил Йозеф Гайдн. Австрийский музыковед Леопольд Новак писал о влиянии, которое оказал Вернер на «первого венского классика»:
Вполне могло случиться, что произведения Вернера, которые исполнялись наряду с произведениями Гайдна княжеской капеллой под его руководством, повлияли на молодого композитора, в том смысле, что, несмотря на все веяния современной музыки, он оставался связанным с «добрыми старыми временами» и что он постигал тайны тематической разработки, учась не только у Ф. Э. Баха, но и у контрапунктистов венской школы, к которой безусловно должен быть причислен и Вернер.
В своё время занимал видное место в музыкальном мире. Самым известным музыкальным сочинением Вернера является сборник «Инструментально-музыкальный календарь» (Neuer und sehr curios- Musicalischer Instrumental-Calendar (двенадцать оркестровых сюит, изображающие двенадцать месяцев в году)), изданный в 1748 году. Он был сочинён композитором в честь князя Пала II Антала Эстерхази, большого любителя и покровителя музыки. В сборнике Вернер сумел отобразить самые разные состояния природы, действа с участием людей и даже оригинальные абстракции. Пьесы под названием «буря с громом», «охота», «эхо», «почтовый рожок», «маскарад», «свадьба Арлекина», «Несчастливый день», «Солнце в Козероге» показывают большую фантазию автора, который малыми средствами смог отобразить самые разнообразные сценки.
Кроме того, Вернеру принадлежит ряд месс, а капелла, церковной музыки с инструментальным сопровождением и симфоний.